# Agnès Tsao Kouying
Agnès Tsao Kouying, Agnès Tsao Kou Ying ou Agnès Cao Guiying, née le 28 avril 1821, morte le 1er mars 1856, est une jeune chrétienne laïque chinoise de la dynastie Qing, martyrisée pour avoir prêché l'Évangile au Guangxi.
Reconnue martyre, elle est canonisée le 1er octobre 2000 par le pape Jean-Paul II. Sa fête propre est le 1er mars, et le 9 juillet avec les autres martyrs de Chine.

## Biographie
Agnès Tsao Kouying naît dans le petit village de Wujiazhai, dans la province du Guizhou, en 1821. Sa famille est une famille catholique, originaire de la province du Sichuan. Après la mort de ses parents, elle quitte sa ville natale pour travailler dans la ville de Xingyi. Elle y rencontre une femme catholique qui la laisse vivre avec elle. Peu après, Mgr Bai en visite à Xingyi découvre qu'elle est sans famille. Il l'emmène à la paroisse locale pour y apprendre davantage sur le christianisme. L'évêque trouve qu'elle est intelligente et qu'elle apprend vite.
À 18 ans, elle épouse un jeune fermier de la région, mais son beau-frère et sa belle-sœur la traitent comme une étrangère parce qu'elle est chrétienne et ne la considèrent pas comme faisant partie de la famille. Ils lui donnent très peu de nourriture. Quand son mari meurt martyr deux ans plus tard, sa situation s'aggrave encore, elle est chassée de la maison. Pour subvenir à ses besoins, elle doit exécuter de petits travaux. Puis une veuve catholique pieuse l'invite à habiter chez elle. Elle connaît et comprend les Écritures et les enseignements de l'Église. Chaque fois qu'un prêtre leur rend visite, cette veuve se confesse et reçoit l'Eucharistie. Avec un tel exemple devant elle, Agnès progresse en spiritualité.
Lors d'une visite du P. Auguste Chapdelaine, il découvre à quel point Agnès connaît bien la religion. Il lui demande de s'installer dans la province du Guangxi pour y effectuer un travail missionnaire, notamment pour enseigner la religion catholique aux quelque 30 à 40 familles croyantes qui y vivent à l'époque. Elle se rend en 1852 dans la ville de Baijiazhai dans le comté de Xilin, et en fait son quartier général de prédication. Partant de là, elle diffuse la religion catholique à travers le Guangxi. Elle enseigne également la cuisine, l'économie domestique et, à ses moments libres, elle aide à garder les enfants.
En 1856, alors qu'elle intervient à Yaoshan, dans le Guangxi, près de Guilin, le gouvernement local décide de prendre des mesures contre les chrétiens vivant dans la région. Agnès est arrêtée avec de nombreux autres catholiques qui sont rapidement libérés. Seuls Agnès et le P. Chapdelaine doivent rester en prison. Le père Chapdelaine meurt peu après. Le magistrat du comté essaye de persuader Agnès de renier sa foi et lui promet que si elle le faisait, elle sera libérée. Agnès reste insensible à cette proposition. Ensuite le magistrat menace de la torturer mais elle ne montre aucune frayeur. Finalement, il décide de la condamner à mort, par le supplice de la cage. Il la fait enfermer dans une cage si étroite qu'elle ne peut que se tenir debout. Elle n'a ni eau ni nourriture. Elle y prie à plusieurs reprises : « Mon Dieu, aie pitié de moi ; Jésus sauve-moi ! ». Elle meurt au bout de trois jours, de faim ou fusillée, le 1er mars 1856,.

## Reconnaissance

### Canonisation
Agnès Tsao Kouying est reconnue martyre et vénérable le 2 juillet 1899. Le pape Léon XIII la proclame « bienheureuse » le 27 mai 1900.
Le pape Jean-Paul II la canonise comme martyre et sainte le 1er octobre 2000, en même temps que 119 autres martyrs de Chine.
Elle est fêtée le 1er mars, jour anniversaire de sa mort, ou le 9 juillet, avec le groupe des martyrs.

### Autre hommage
Une église catholique lui est dédiée à Markham, en Ontario, au Canada.

## Source
- (en) Cet article est partiellement ou en totalité issu de l’article de Wikipédia en anglais intitulé « Agnes Tsao Kou Ying » (voir la liste des auteurs)..

### Articles liés
- Auguste Chapdelaine
- 120 martyrs de Chine
- Église catholique au Sichuan
- Église catholique Sainte-Agnès-Kouying-Tsao (en)